# 梁寒操
梁 寒操（りょう かんそう）は、中華民国（台湾）の政治家・教育者・実業家。号は君猷、均黙。中国国民党（国民政府）の政治家で、胡漢民・孫科ら広東派の一員と目される。祖籍は広東省肇慶府高要県。

## 事跡

### 広東派の一員として
13歳で肇慶中学に入学、4年後に卒業した。16歳のときに、新会県江門頼神会に附設されていた明徳小学校で教師となる。1918年（民国7年）、公立広東高等師範学校に入学し、さらに興華自立浸信会（バプテスト教会）で洗礼を受けた。1923年、同校を卒業し、中国国民党に加入する。
1924年（民国13年）、梁寒操は広州市第4区党部書記兼青年部幹事となる。6月、培正中学教師となった。1925年（民国14年）3月、広州での孫文（孫中山）追悼会を主催した。6月、汪兆銘（汪精衛）に招聘され、国民政府秘書処で職に就く。さらに中央宣伝員養成所、私立国民大学、公立広州法政学校、広東高等警官学校で三民主義の講師を務めた。1926年（民国15年）冬に北伐軍に随従して漢口に至り、翌1927年（民国16年）4月に孫科の招聘で武漢国民政府交通部秘書になっている。同年夏、武漢国民政府の中国共産党との決裂に伴い、29歳で中央党部書記長に任命された。
南京・武漢の国民政府合流後、梁寒操は財政部で秘書・参事を歴任し、さらに上海で孫文学会の構成員となり雑誌『再造』を刊行するなどした。1928年（民国17年）、鉄道部に転じて秘書・参事を歴任し、1931年（民国20年）2月に同部総務司司長に昇進している。まもなく胡漢民が蔣介石に軟禁され、汪兆銘・孫科らが反蔣の広州国民政府を鼎立すると、梁もこれに参加した。

### 戦時中の活動
満州事変勃発により大同団結がなると、梁寒操は12月に国民党第4期中央執行委員候補に選出された。1933年（民国22年）1月、立法院立法委員に任命され、さらに立法院秘書長に就任し、1941年（民国30年）1月までこの地位を務めている。この時期に、中山学会理事となり、『中山周刊』を刊行した。1935年（民国24年）11月、党第5期中央執行委員に当選した（続く第6期も同様）。
日中戦争勃発後の1938年（民国27年）6月、梁寒操は三民主義青年団臨時幹事会幹事に任ぜられ、翌年には軍事委員会委員長桂林行営政治部中将主任に抜擢される。1940年（民国29年）、軍事委員会総政治部中将副部長に任命され、同年には中国遠征軍政治部主任を務めた。1941年（民国30年）11月、三民主義青年団中央幹事会常務幹事となり、翌年、宋美齢・朱紹良と共に新疆省政府主席盛世才を訪問した。1943年（民国32年）10月には、国民党中央宣伝部部長兼三民主義叢書編纂委員会主任委員に任命されている。1944年（民国33年）1月、立法委員を退任し、翌年に国防最高委員会副秘書長に任ぜられた。

### 戦後、台湾での活動
戦後の梁寒操は、台湾『中華日報』董事と香港新亜書院教官を務めている。1946年（民国35年）11月、制憲国民大会代表に選出され、1948年（民国37年）に立法院立法委員に復任した。1949年（民国38年）、香港に赴き、培正中学・新亜書院で再び教官を務めた。
1954年（民国43年）に梁寒操は台湾に移り、中国広播公司董事長となる。1957年（民国46年）10月に国民党第8期中央評議委員に選出された（第9期も同様）。中美文化経済教会理事長、革命実践研究院国父遺教講席（講師）、東呉大学教授などを歴任した。1972年（民国61年）に退職したが、その後も中国広播公司と中国電視公司で常務董事を務めている。1975年（民国64年）には総統府国策顧問となった。
1975年（民国64年）2月26日、台北市にて死去。享年77（満75歳）。